# Clavelinidae
Famille
Synonymes
- Pycnoclavellidae Kott, 1990[2]

Les Clavelinidae (Clavélinidés) sont une famille de tuniciers de l'ordre des Aplousobranchia. Ce sont des animaux exclusivement marins.

## Liste des genres
| Selon World Register of Marine Species (18 février 2024) : - genre Clavelina Savigny, 1816 - genre Euclavella Kott, 1990 - genre Nephtheis Gould, 1856 - genre Pycnoclavella Garstang, 1891 | Selon ITIS (12 août 2019) : - genre Archidistoma - genre Clavelina Savigny, 1816 - genre Cystodytes - genre Distaplia Della Valle, 1881 - genre Eudistoma Caullery, 1909 - genre Polycitor - genre Pycnoclavella - genre Sycozoa Lesson, 1830 |

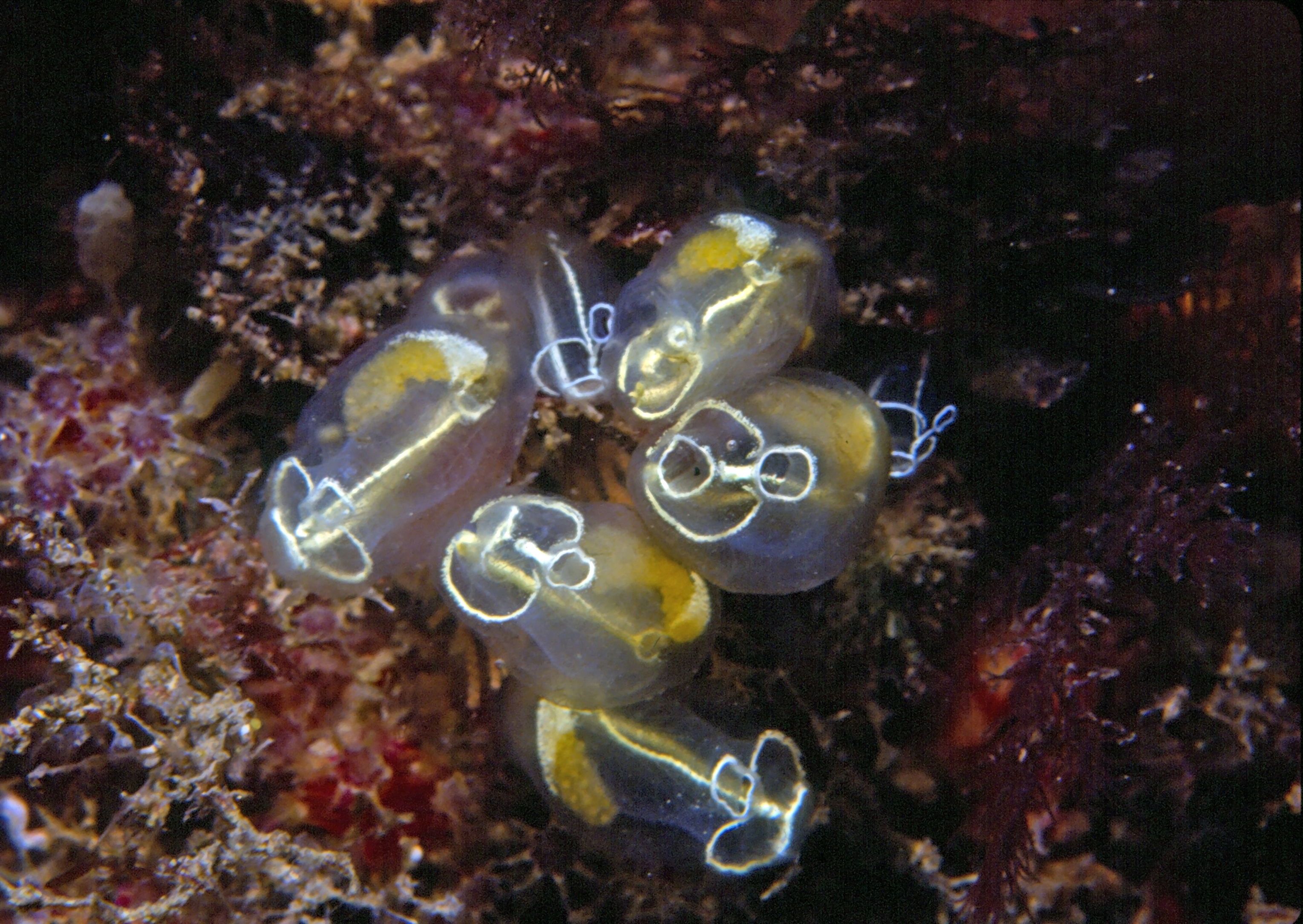
Clavelina lepadiformis
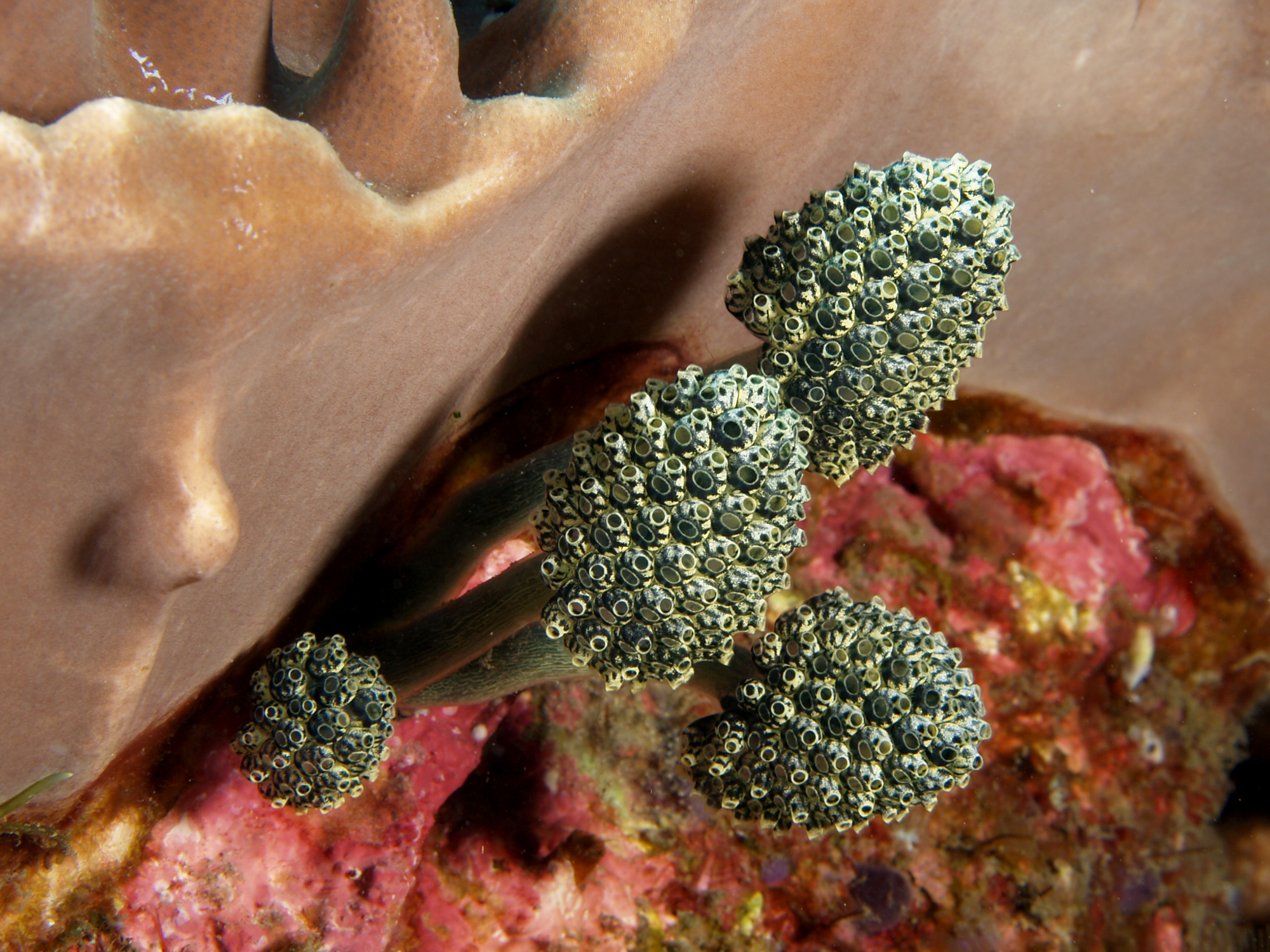
Nephtheis fascicularis
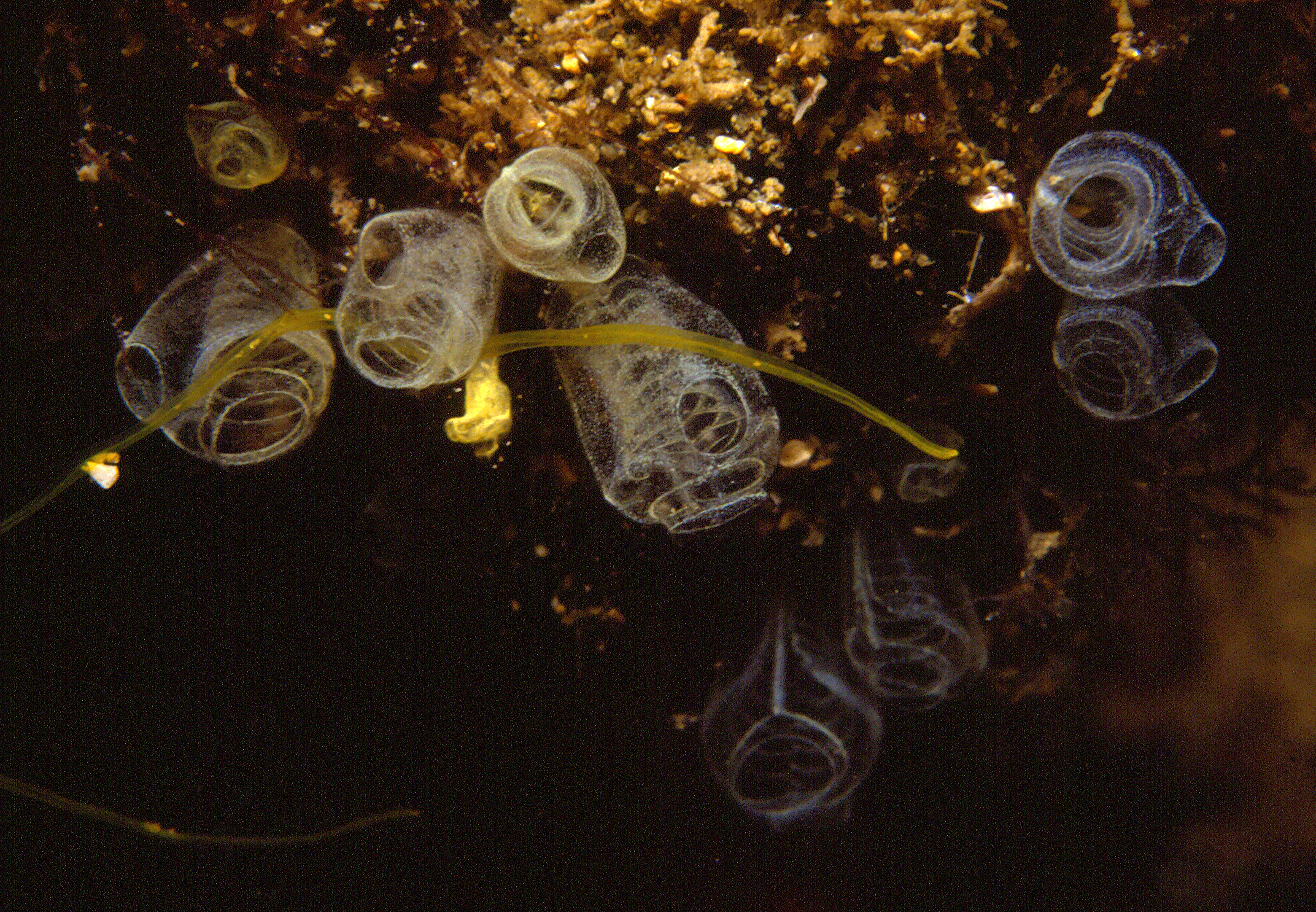
Pycnoclavella taureanensis